# Helina quadriseta
Helina quadriseta är en tvåvingeart som först beskrevs av Adams 1905.  Helina quadriseta ingår i släktet Helina och familjen husflugor. Inga underarter finns listade i Catalogue of Life.